# Ксилотимву
Ксилотѝмву (на гръцки: Ξυλοτύμβου) е село в Кипър, окръг Ларнака. Според статистическата служба на Република Кипър през 2001 г. селото има 3438 жители.